# محوطه کله جوب سفلی
محوطه کله جوب سفلی مربوط به دوره ساسانیان - سده‌های اولیه دوران‌های تاریخی پس از اسلام است و در شهرستان دره‌شهر، بخش مرکزی، دهستان ارمو، ۴۵۰ متری شمال شرق روستای کله جوب سفلی واقع شده و این اثر در تاریخ ۲۶ دی ۱۳۸۶ با شمارهٔ ثبت ۲۰۶۵۵ به‌عنوان یکی از آثار ملی ایران به ثبت رسیده است.